# Старый клён
«Старый клён» — популярная песня композитора Александры Пахмутовой на стихи Михаила Матусовского, написанная для кинофильма «Девчата» режиссёра Юрия Чулюкина, созданного в 1961 году и выпущенного в прокат в 1962 году.

## История
Старый клён, старый клён,

Старый клён стучит в стекло,

Приглашая нас с друзьями на прогулку.

Отчего, отчего, отчего мне так светло?

Оттого, что ты идёшь по переулку.

Снегопад, снегопад,

Снегопад давно прошел,

Словно в гости к нам весна опять вернулась.

Отчего, отчего, отчего так хорошо?

Оттого, что ты мне просто улыбнулась.
Для фильма «Девчата» композитор Александра Пахмутова и поэт Михаил Матусовский написали две песни — «Старый клён» и «Хорошие девчата». Их мелодии «проходят по этому фильму как лейттемы», — контрастируя друг другу, они дополняют царящую там «атмосферу юношеского веселья, шутки, смеха, первой печали и первого раздумья». В частности, песня «Старый клён» является «спутницей трогательной привязанности» поварихи Тоси Кислицыной (Надежда Румянцева) к бригадиру лесорубов Илье Ковригину (Николай Рыбников).
Рассказывая об истории создания песни, Александра Пахмутова вспоминала, что Михаил Матусовский принёс ей «замечательные стихи», а она положила их на музыку, троекратно повторяя первые слова каждого четверостишия: «Старый клён, старый клён, старый клён…» По словам Пахмутовой, «там, казалось, от стихов ничего не осталось, но он [Матусовский], как песенный мастер, почувствовал, что это более песенно, что вот именно эти стихи, более примитивные, принесут песне какую-то жизнь», и «он уступил: сделал подтекстовку, и получилась песня „Старый клён“».
В фильме «Девчата» песню исполнили актёры Люсьена Овчинникова и Николай Погодин. Изначально предполагалось, что вместе с Овчинниковой песню будет исполнять Лев Барашков, но он от участия в фильме отказался (по некоторым сведениям, певец запросил гонорар, который не вписался в бюджет, выделенный для создания фильма). За песни «Старый клён» и «Геологи» Александра Пахмутова получила 1-ю премию на Всесоюзном смотре творчества молодых композиторов 1962 года.
После выхода фильма песня «Старый клён» стала очень популярной — её пели и в туристских походах, и в электричках, и во время застолий; многими она воспринималась как «русская народная песня». Впоследствии был написан ряд пародий, самой известной из которых является «Свадебная», которая, в частности, включает в себя следующие строчки: «Отчего, отчего, отчего мне так тепло? / Оттого, что я стою у батареи» и «Отчего, отчего, отчего гармонь поёт? / Оттого, что воздух давит на мембраны».

## Отзывы
Музыковед Екатерина Добрынина отмечала, что в гармонический план песни «Старый клён» «внесены хроматические звуки, которые придают целому как бы романтическую „дымку“». По её словам, главная прелесть песни — это «необычайно искусная простота мелодии, в которой удивительно органично развиты найденные в первой же фразе интонации», а её мелодическая линия — «мягкая, гибкая, плавная той самой „плывущей“ повадкой, которой славятся русские девичьи танцы».
Музыковед Владимир Зак приводил песню «Старый клён» в качестве примера того, что «интонация дружеской беседы о больших чувствах, обо всём важном, что есть в жизни» является неотъемлемой чертой эмоциональной окраски творчества Александры Пахмутовой.

## Исполнители
За свою историю, начиная с исполнения Люсьены Овчинниковой и Николая Погодина в фильме «Девчата», песня «Старый клён» входила в репертуар многих известных певцов и певиц. Иосиф Кобзон в начале 1960-х годов пел её дуэтом с Виктором Кохно, а в 1963 году записал на пластинку с Ириной Бржевской. Кроме того, песню исполняли Лев Лещенко и Алла Абдалова, Нина Дорда, Майя Кристалинская, Людмила Гурченко, Людмила Сенчина, Александр Рыбак, и другие.